# Comuna Bohdanivka, Cernihivka
Bohdanivka (în ucraineană Богданівка) este o comună în raionul Cernihivka, regiunea Zaporijjea, Ucraina, formată din satele Bohdanivka (reședința), Boiove, Mokrîi Stav, Zamistea și Zelenîi Iar.

## Demografie
Componența lingvistică a comunei Bohdanivka
     Ucraineană (87,49%)
     Rusă (11,42%)
     Alte limbi (0,41%)
Conform recensământului din 2001, majoritatea populației comunei Bohdanivka era vorbitoare de ucraineană (87,49%), existând în minoritate și vorbitori de rusă (11,42%).